# Кеисуке Цубој
Кеисуке Цубој (јап. 坪井 慶介; 16. септембар 1979) јапански је фудбалер.

## Каријера
Током каријере је играо за Урава Ред Дајмондс, Шонан Белмаре.

## Репрезентација
За репрезентацију Јапана дебитовао је 2003. године. Наступао је на Светском првенству (2006. године) с јапанском селекцијом. За тај тим је одиграо 40 утакмица.

## Статистика
| Јапан  | Јапан   | Јапан  |
| Година | Наступи | Голови |
| ------ | ------- | ------ |
| 2003.  | 11      | 0      |
| 2004.  | 10      | 0      |
| 2005.  | 7       | 0      |
| 2006.  | 11      | 0      |
| 2007.  | 1       | 0      |
| Укупно | 40      | 0      |

## Трофеји

### Клуб
- Џеј лига (1): 2006.
- Лига Куп Јапана (1): 2003.
- Царски куп (2): 2005., 2006.